# Rema 1000
REMA 1000（挪威語：Rema tusen）是挪威的一家跨國連鎖折扣店，由Odd Reitan在1979年創立，現屬Reitan Group旗下。Rema 1000的總部位於挪威奧斯陸，現時於挪威及丹麥合共擁有超過1000家分店。
該連鎖店以特許經營的折扣模式為基礎，通過大量採購有限範圍的產品，並將其提供給旗下半獨立經營的品牌業主，以實現低價銷售策略。

## 名稱由來
Rema 1000的前身為Rema 600，其名稱中的「Rema」取自挪威語合成詞「Reitan Mat」（英語：Reitan Food）的縮寫前兩個字母。「600」和「1000」則分別代表公司在不同時期店內提供超過600種及1000種不同產品供顧客選購。

## 商店
Rema 1000的商店內外觀、佈局和其口號（Det enkle er ofte det beste，字面意思為「簡單的往往是最好的」）一樣以簡約為原則，產品通常用木箱和卡版托盤擺放以節省營運成本。商店亦盡量保持寬闊的過道和簡單易明的指示牌，以簡化購物流程。

## 歷史
1979年2月15日，創辦人Odd Reitan於挪威特隆赫姆開設了首間Rema商店。店舖一開始命名為Rema 600，以反映商店提供超過600種產品的數量。同年，Odd Reitan到訪德國的ALDI連鎖折扣店，深受其經營理念啟發，並將ALDI的折扣模式融入Rema 600，加以調整以適應挪威市場環境。
初期，Rema 600在其商店銷售約500至600種產品，並取得初步成功。然而，公司很快意識到消費者對產品種類的需求遠超這個範圍。
1980年5月8日，第三家Rema正式在挪威摩城開業，並為顧客提供超過1000種產品以供選購。同年，Rema 600正式更名為 Rema 1000。
2004年，Rema 1000迎來了品牌的25週年紀念。
2010年4月，Rema 1000決定在2012年前停止向顧客銷售籠養雞蛋，以配合歐盟關於禁止使用層架式養殖雞隻的草案。
2023年8月，丹麥競爭及消費者委員會批准Rema 1000收購ALDI於丹麥境內的114間分店。

## 業務地區
| 國家     | 商店數量   | 員工數量       | 營業額                          | 市場佔有率   | 業務開始年份 | 備註                                         |
| -------- | ---------- | -------------- | ------------------------------- | ------------ | ------------ | -------------------------------------------- |
| 挪威     | 681 (2024) | 20,252 (2016)  | 176.21億挪威克朗 (▲4.6%) (2004) | 24.2% (2016) | 1979         | 公司總部位於奧斯陸                           |
| 丹麥     | 363 (2023) | 14,000+ (2023) | 29.35億挪威克朗 (▲10.2%) (2004) | 15% (2020)   | 1994         | 丹麥分部位於霍森斯                           |
| 瑞典     | 0          | —              | —                               | —            | 2003         | 僅在斯維納松德，靠近挪威邊境，已於2012年出售 |
| 斯洛伐克 | 0          | —              | —                               | —            | 1993         | 已於2003年出售                               |
| 波蘭     | 0          | —              | —                               | —            | 1993         | 已於2003年出售                               |
| 匈牙利   | 0          | —              | —                               | —            | 1998         | 已於2002年出售                               |

## 外部連結
- 官方網站（挪威）
- 官方網站（丹麥）
- Reitan Group（Rema 1000母公司）頁面